# Оператор (програмування)
Опера́тор (англ. operator) — спеціальний символ, який повідомляє транслятору про те, що потрібно виконати операцію з деякими операндами (наприклад, +, -, %, << тощо). Зазвичай, мови програмування мають набір операторів, подібних до операторів у математиці: в певному розумінні, оператори є спеціальними функціями. Окрім арифметичних, оператори можуть виконувати операції на логічних значеннях, з рядками та перевірки рівності двох значень. На відміну від функцій, оператори є базовими діями мови програмування, їх позначення коротші та містять спеціальні символи.

## Термін
Інколи під оператором розуміють операцію, хоча правильніше казати, що оператор вказує на те, яку операцію потрібно здійснити. Також часто в українській технічній літературі операторами називають окремі види інструкцій, такі як цикли й умовні інструкції. Ця плутанина виникла через хибний переклад частиною перекладачів англ. statement — «інструкція» як «оператор». Цьому також сприяли відмінності в термінології різних мов програмування, особливо ранніх. Тому в українських і російських джерелах можна зустріти, наприклад, переклад if-statement як інструкція if і як оператор-if (див. детальніше: Інструкція (програмування)).

## Операції
Операція в програмуванні визначає дію, що виконується над операндами. Залежно від кількості операндів операції діляться на унарні та бінарні.
Унарні операції містять лише один операнд: -5 (операція зміни знаку); not false (операція «логічне НЕ»).
Бінарні операції містять два операнди: 5 + 3 (операція додавання); 5 < 4 (операція «менше»)
Існує також один тернарний оператор: ?:.

## Класифікація операцій
Арифметичні:
| Оператор | Операція                         | Оператор | Операція                        |
| -------- | -------------------------------- | -------- | ------------------------------- |
| +        | Додавання                        | +=       | Додавання з присвоєнням         |
| -        | віднімання (також унарний мінус) | -=       | Віднімання з присвоєнням        |
| *        | Множення                         | * =      | Множення з присвоєнням          |
| /        | Ділення                          | /=       | Ділення з присвоєнням           |
| %        | Ділення по модулю                | %=       | Ділення по модулю з присвоєнням |
| ++       | Інкремент (збільшення на 1)      | --       | Декремент (зменшення на 1)      |

унарні +, -, ++, --
бінарні +, -, *, /, %
Відношення:
<, >, <=, >=, !=, ==
Логічні
!, &&, ||
Умовна операція
? :
Побітові операції:
!, &, |